# پرویز نارنجی‌ها
پرویز نارنجی‌ها (زادهٔ ۱۳۱۸ در تهران – درگذشتهٔ ۱۳۷۲ در تهران) دوبلور ایرانی بود.
پرویز نارنجی‌ها، گویندگی برای فیلم را از سال ۱۳۴۲ آغاز کرد. به خاطر لحن بیان مخصوصی که داشت، اکثراً به جای کشیش‌ها و رؤسای دادگاه حرف می‌زد. او همچنین از فعالان دوبله در تلویزیون، به ویژه در برنامه‌های کودک بود. گفتار متن کارتونِ پلنگ صورتی و برنامهٔ «لحظه‌ها»، دیالوگ‌های چی‌کی‌یویا و بزغالهٔ دکتر در کارتون‌های «ایکیوسان» و «پسر شجاع» و گویندگی به جای آدم آهنی در فیلم دیگه چه خبر!؟ و آقای پربونی در مجموعهٔ بچه‌های مدرسه والت از جمله فعالیت‌های دیگر او بود؛ اما گویندگی در نقش گروهبان گارسیا در مجموعهٔ تلویزیونی زورو شاید بیادماندنی‌‌ترین اثر او باشد. همچنین در سریال سالهای دور از خانه (اوشین) بجای استاد سفال گر صحبت کردند.  
علاوه بر اینها، نارنجی‌ها معلم بود و نقاشی نیز می‌کرد.

## برخی از آثار
- کیوزو (شمشیر زن زبردست سامورایی) - هفت سامورایی (اثر کوروساوا)
- سریال زورو
  - هنری کالوین (در نقش: گروهبان گارسیا)
- چاق و لاغر و مامور سوم (ایکس ۶۲۵)
- دوبلور مرحوم عیسی صفائی دربسیاری از فیلمهایش و گویندگی در نقش پیرمردهای مهربان در فیلمها
- زر سیاه

### کارتون
راوی و گوینده تیتراژ ماجراهای پلنگ صورتی
آقای پربونی در بچه های مدرسه والت
جغد در چوبین
پروانه و جادوگر در آخرین تک شاخ
دکتر در پسر شجاع
گوینده تیتراژ انیمیشن هاکلبری فین
گوینده  و راوی مستند توکوتو  یا اسکیموها
سرکارگر در باخانمان

## مرگ
نارنجی‌ها نیمه‌شب اول شهریور ۱۳۷۲ در حالی که به سبب سکتهٔ مغزی پنج ماه از سکوتش می‌گذشت، به علت ناهنجاری شدید گوارشی در بیمارستان ساسان در تهران درگذشت و در امامزاده طاهر کرج به خاک سپرده شد.